# George Williams (labdarúgó, 1995)
George Christopher Williams (Milton Keynes, 1995. szeptember 7. –) angol születésű walesi válogatott labdarúgó, a Forest Green Rovers játékosa.

## Statisztika

### A válogatottban
(2016. szeptember 5. szerint.)
| Válogatott | Szezon   | Mérkőzés | Gól |
| ---------- | -------- | -------- | --- |
| Wales      | 2014     | 5        | 0   |
| Wales      | 2015     | 1        | 0   |
| Wales      | 2016     | 1        | 0   |
| Összesen   | Összesen | 7        | 0   |